# Peter Günther (Radsportler)

Peter Günther (1909)

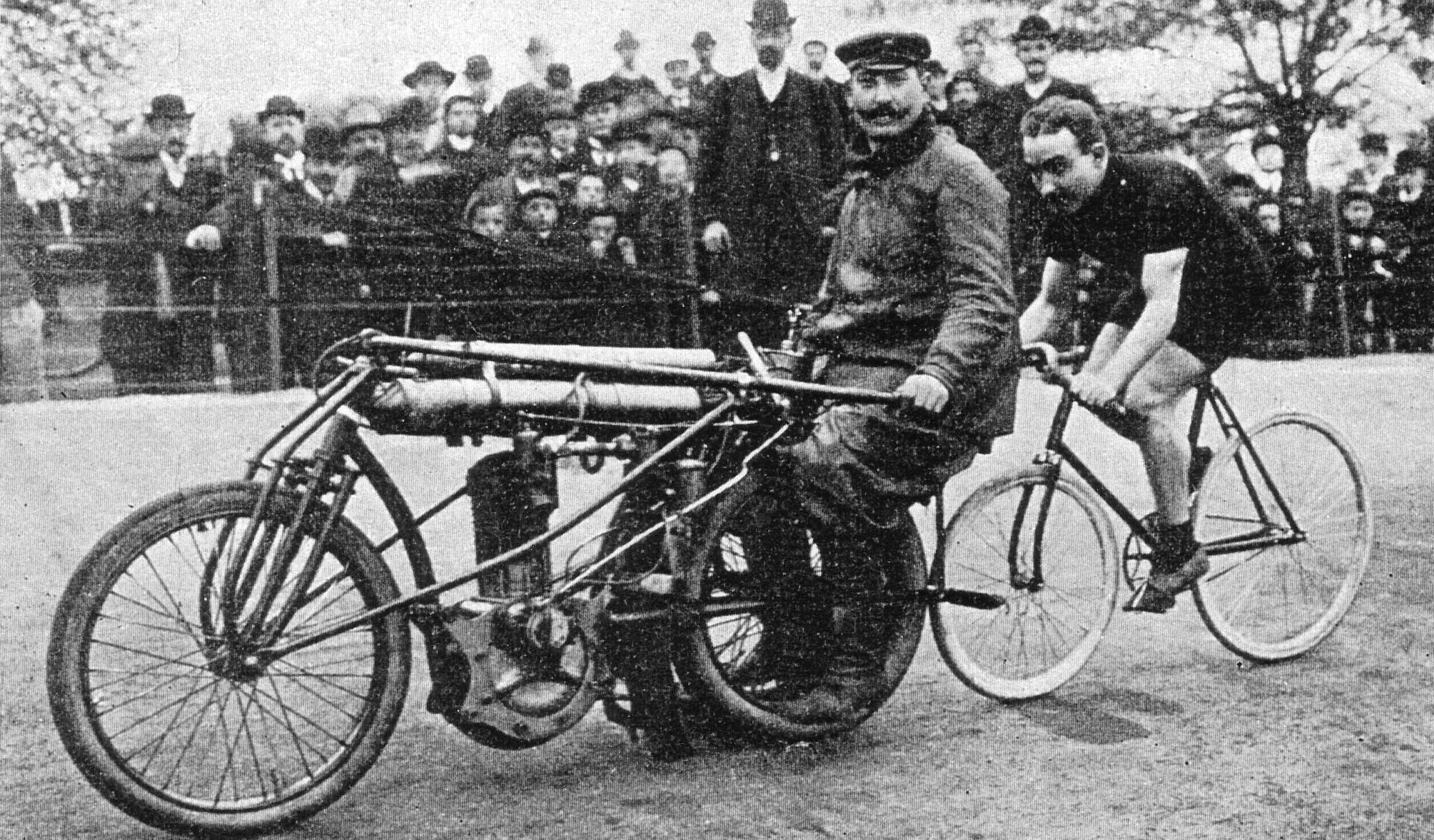
Günther hinter Heinrich Otto

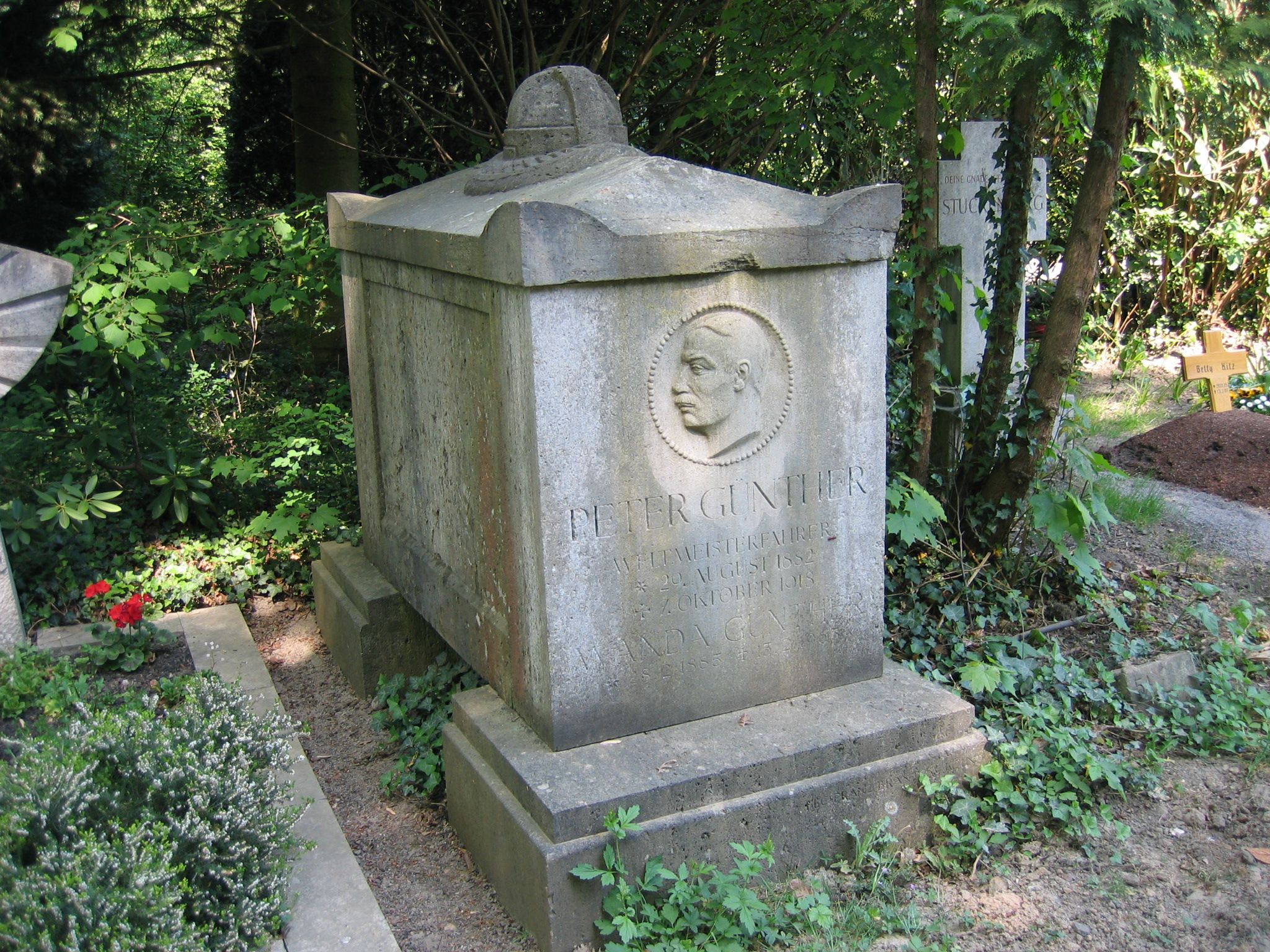
Grabdenkmal für Peter Günther auf dem Südfriedhof in Köln

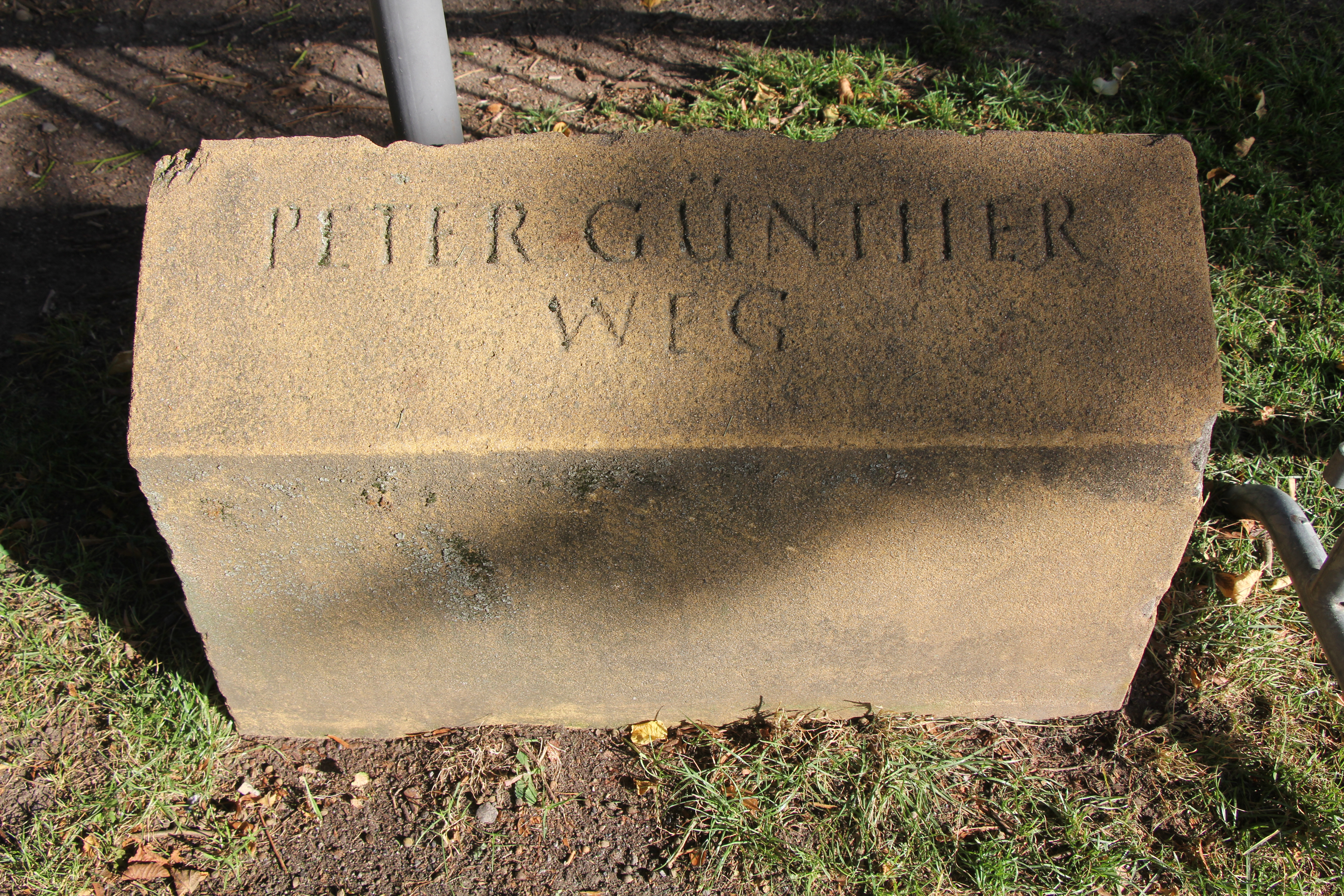
Peter-Günther-Weg im Müngersdorfer Sportpark

Peter Günther (* 29. August 1882 in Betzdorf; † 7. Oktober 1918 in Düsseldorf) war ein deutscher Radrennfahrer.

## Biographie
Günther kam im Betzdorfer Stadtteil Bruche zur Welt und war von Beruf gelernter Mechaniker. Als er eine Arbeitsstelle bei den Allright-Werken erhielt, zog er nach Köln. Gründer des Unternehmens war der ehemalige Radsportler Georg Sorge. Mit dessen Förderung begann Günther 1901 seine Rennfahrerlaufbahn, zunächst als Sprinter bei den Amateuren. Bei der Kölner Meisterschaft im August 1902 schlug er seinen Lokalrivalen Willy Schmitter, mit dem er auch gemeinsam Tandemrennen fuhr.
Ab 1903 startete Günther als Profi bei den damals lukrativen Steherrennen. Sein Schrittmacher war Heinrich Otto, der bei Allright als Meister arbeitete und ihm ein Führungsmotorrad baute. Am 7. Juni 1903 kam es bei einem Rennen vor heimischem Publikum auf der Radrennbahn im Kölner Stadtteil Riehl zu einem Sturz, bei dem Günther lebensgefährlich verletzt wurde. Nach mehreren Monaten genas Günther zwar, fuhr jedoch in der Folge Rennen oftmals nur unter Schmerzen und benötigte einen speziell gebauten Sattel. Seitdem betrachtete er die Zahl Sieben als Unglückszahl und vermied es sogar, am siebenten Tag eines Monats zu trainieren. Diesen Aberglauben überwand er erst mit seinem Sieg am 7. Juli 1907 beim Goldpokal von Köln. Im Laufe seiner weiteren Karriere stürzte er noch weitere Male, mindestens zweimal sehr schwer. Auch startete er am 7. Oktober 1913 bei einem Rennen in Köln, bei dem der Rennfahrer Richard Scheuermann und dessen Schrittmacher Gus Lawson ums Leben kamen, er selbst blieb dieses Mal unverletzt.
Günthers anfängliche Freundschaft mit Schmitter wich einer Rivalität; die Kölner Radsportanhänger teilten sich in eine „Schmitter-“ und eine „Günther-Partei“. Die Schrittmacher der beiden Fahrer, die diese Gegnerschaft zusätzlich befeuerten, versuchten sch 1904 beim Großen Preis vom Rhein gegenseitig abzudrängen. Fahrer und Schrittmacher stürzten, jedoch blieben alle Beteiligten unverletzt. Die „Schmitter-Partei“, die in der Mehrzahl war, gab anschließend Heinrich Otto die Schuld, und Günther verlor in Köln einige Sympathien. Schmitter verunglückte 1905 bei einem Rennen in Leipzig tödlich.
1905, 1911 und 1912 wurde Günther gemeinsam mit Otto Deutscher Meister, 1911 (inoffizieller) Weltmeister und 1914 Europameister. 1906 wurde er Zweiter der Deutschen Meisterschaft, 1909 und 1913 Dritter. 1907, 1911 und 1912 gewann er den Großen Preis der Stadt Leipzig im Steherrennen.
59 Siege zwischen 1906 und 1910 machten ihn gemessen am Preisgeld zum dritterfolgreichsten deutschen Fahrer dieser Jahre. 1907 heiratete er seine Frau Wanda (1885–1963); die Ehe blieb kinderlos. Aktiv war er auf Vereinsebene ab 1909 zudem im RC Delia Köln. Im Mai 1910 eröffnete er zudem in der Kölner Bischofsgartenstraße 8 das „Café Günther“ (an der Stelle befindet sich heute das „Hotel Mondial“).
Im Ersten Weltkrieg wurde Günther zu einem Kraftfahrbataillon einberufen, nach einiger Zeit jedoch beurlaubt, um bei den Kölner Cito-Werken in der Rüstungsproduktion zu arbeiten. Das ermöglichte ihm, weiterhin Rennen zu fahren.
Am 6. Oktober 1918 stürzte Günther auf der Radrennbahn Düsseldorf als seinem Schrittmacher Ullrich der hintere Reifen platzte und starb einen Tag später im Alter von 36 Jahren. Die Zeitschrift Rad-Welt schrieb „[…] der Altmeister der rheinischen Dauerfahrer“ sei „seinem Landsmanne Schmitter in jenes Reich gefolgt, aus dem kein Sterblicher wiederkehrt“.
Nach dem Tod Günthers zog dessen Schrittmacher Otto nach Berlin und betrieb dort eine Gaststätte. Er starb sieben Jahre nach Günther.

## Gedenken
Im November 1919 wurde über dem Grab von Peter Günther auf dem Kölner Südfriedhof ein Grabstein in Form eines Sarkophags enthüllt, der von dem Bildhauer Franz Brantzky geschaffen worden war. Der Andrang zu der Enthüllung war so groß, dass viele Menschen zu Fuß zurück in die Innenstadt zurückkehren mussten, obwohl zusätzliche Straßenbahnen eingesetzt worden waren. Die Feierlichkeiten schlossen mit einem Requiem in der Kirche Sankt Aposteln, auch zu Ehren von Schmitter. Günthers Witwe Wanda überlebte ihren Mann um fast 50 Jahre.
Im Kölner Stadtteil Müngersdorf erinnert der Peter-Günther-Weg am Radstadion Köln an ihn, in seinem Geburtsort Betzdorf eine Straße. Bereits ab 1918 organisierte sein Radsportverein, der RC Delia Köln, das zu seinen Ehren benannte Peter-Günther-Erinnerungsrennen. Zudem trug der ehemalige Radsportverein RRC „Günther 1921“ Köln-Longerich seinen Namen.